# Ahmed bin Raschid Al Maktum
Scheich Ahmed bin Raschid Al Maktum (arabisch أحمد بن راشد آل مكتوم, DMG Aḥmad b. Rāšid Āl Maktūm; * 1950 in Bur Dubai, Dubai) ist der vierte und jüngste Sohn von Raschid bin Said Al Maktum (1912–1990).
Ahmed bin Raschid Al Maktum ist stellvertretender Vorsitzender der „Dubai Police & Public Security“ im Rang eines Generalmajors. Außerdem ist er amtierender Präsident des Fußballvereins Al-Wasl mit Sitz in Dubai.
Seit den 1980er Jahren ist Scheich Ahmeds Familie in der Vollblutzucht und in Pferderennen engagiert. 1999 gewann sein Pferd  Ramp and Rave die Dubai Golden Shaheen, ein mit 2 Millionen Dollar dotiertes Gruppe I-Pferderennen in Dubai. Ameerat gewann 2001 die 1,000 Guineas.
Mtoto siegte 1987 und 1988 in den Eclipse Stakes und Prince of Wales’s Stakes und 1988 in den King George VI and Queen Elizabeth Stakes. Sein Pferd Mashaallah gewann 1992 den Großen Preis von Baden.